# Messier 15
Messier 15 (M15)  även känd som NGC 7078 är en klotformig stjärnhop i stjärnbilden Pegasus. Den upptäcktes 1746 av Giovanni Domenico Maraldi och infördes 1764 i Charles Messiers katalog över kometliknande objekt. Dess uppskattade ålder är 12,5 miljarder år, vilket gör stjärnhopen till en av de äldsta kända.

## Egenskaper
Messier 15 befinner sig 33 600 ljusår från jorden och har en absolut magnitud på -9,2, vilket innebär en luminositet på 360 000 gånger solens. Den är en av de tätast packade klotformiga stjärnhoparna i Vintergatan. I kärnan, som har genomgått en ”kärnkollaps”, finns ett enormt antal stjärnor, som kretsar kring ett antaget svart hål i centrum.
Messier 15, med totalt över 100 000 stjärnor, innehåller 112 variabla stjärnor och minst 8 pulsarer, däribland ett dubbel-neutronstjärnesystem, M15 C. I Messier 15 återfinns också Pease 1, en av de fyra enda kända planetariska nebulosorna som ligger inne i en klotformig stjärnhop. Pease 1 upptäcktes 1928. Bara tre andra har hittats i klotformiga kluster sedan dess (2021).

## Amatörastronomi
Messier 15:s skenbara magnitud är 6,2 vilket innebär att den kan ses som en suddig stjärna med handkikare eller ett litet teleskop. Med ett 6-tums teleskop eller större kan enskilda stjärnor upplösas, varav de ljusaste är av magnitud +12,6. Stjärnhopen ses med en diameter av 18 bågminuter (tre tiondelar av en grad tvärs över). Den är belägen 4.2° västnordväst om den ljusaste stjärnan i Pegasus, Epsilon Pegasi.

## Röntgenkällor
Satelliterna Uhuru och Chandra-teleskopet har upptäckt två ljusstarka källor till röntgenstrålning i hopen: Messier 15 X-1 (4U 2129+12) och Messier 15 X-2.  Den förstnämnda verkar vara den första astronomiska röntgenkällan som upptäckts i Pegasus.

## Galleri

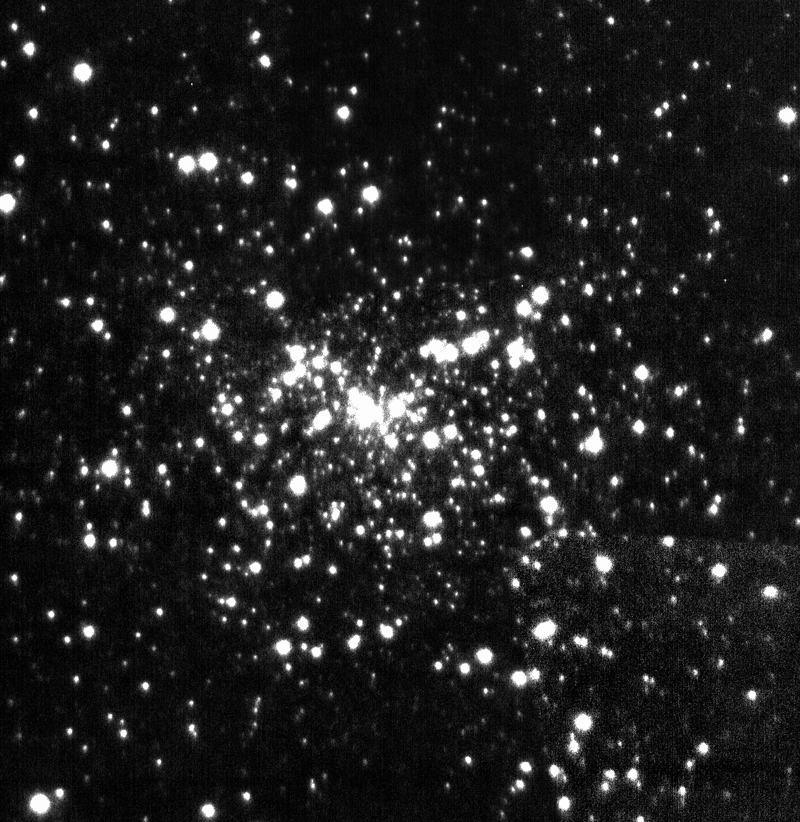
Den centrala kvadratbågminuten av M15 avbildad med specle imaging teknik
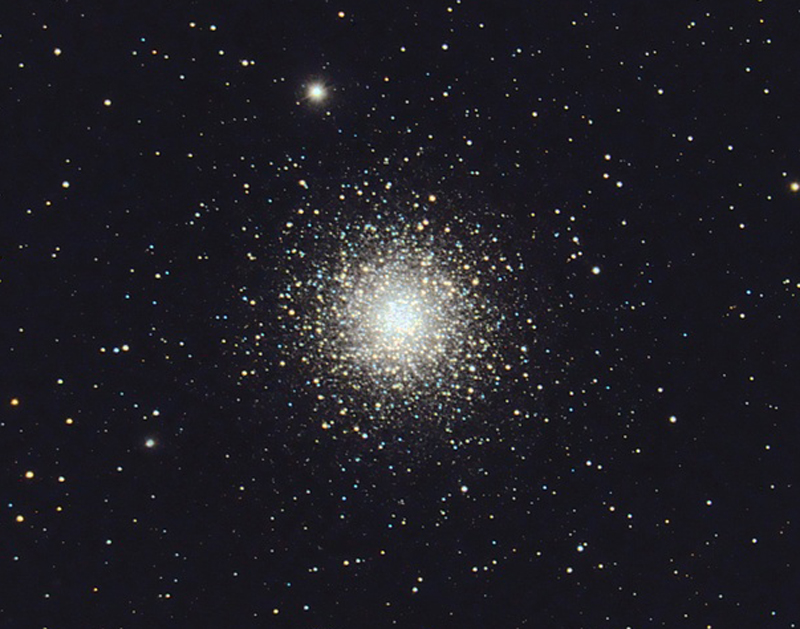
Messier 15 med amatörteleskop
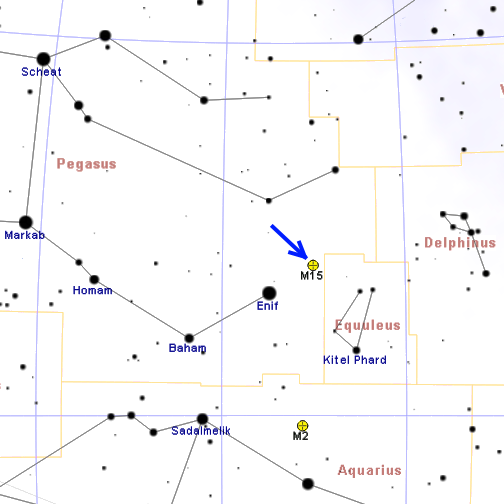
Karta som visar lokaliseringen av M15